# Uomini e lupi (film 1939)
Uomini e lupi (Wolf Call) è un film del 1939, diretto da George Waggner.
Benché i recensori del film accreditassero come base della sceneggiatura una storia di Jack London, non sembra che il film abbia dei precisi riferimenti a uno specifico racconto o romanzo dello scrittore americano.

## Trama
Michael Vance, giovane playboy, viene inviato dal padre nei territori del Nord-Ovest dove Vance senior possiede una miniera di uranio. Ma Carson, il sovrintendente che è in combutta con Winton, il socio del vecchio Vance, tratta piuttosto brutalmente Michael. Il giovane, che ha fatto amicizia con MacTavish e con padre Devlin, un religioso, viene informato da quest'ultimo sulle vere intenzioni di Winton, il quale vuole estromettere Vance senior dalla proprietà della miniera. Michael, che si è innamorato di Towanah, una ragazza indigena, comincia a rendersi conto di essersi comportato fino a quel momento da irresponsabile e decide di difendere gli interessi del padre quando MacTavish, che è uno scienziato, riesce a scoprire un sistema per produrre radio a basso costo. Poiché Vance sta per vendere la miniera, credendo che si tratti di un investimento in perdita, Michael cerca di raggiungere New York prima che venga effettuata la vendita. Carson, nel tentativo di impedirglielo, sabota l'aereo, provocando un incidente nel quale Michael resta ferito. In mezzo ai boschi, senza difesa, attaccato dai lupi, il giovane viene salvato dal cane Silver che lo difende dal branco. Riuscito a raggiungere New York, Michael arriva in tempo per impedire la sigla del contratto di vendita. Il suo cambiamento, da playboy dissoluto a bravo ragazzo responsabile e coraggioso, è sotto gli occhi di tutti. Tanto che Natalie, la fidanzata, decide di rinunciare a lui, lasciandolo libero di ritornare all'amore di Towanah.

## Produzione
Il film, la cui lavorazione iniziò il 28 marzo 1939, fu prodotto dalla Monogram Pictures con il titolo Under Northern Lights. Per il sonoro, venne usato il sistema monofonico.

## Distribuzione
Il copyright del film, richiesto dalla Monogram Pictures Corp., fu registrato l'11 maggio 1939 con il numero LP8857.
Distribuito dalla Monogram Pictures, il film uscì nelle sale statunitensi il 22 maggio 1939. La Pathé Pictures Ltd. lo distribuì nel Regno Unito in una versione di 1.686,45 metri il 13 novembre 1939 dopo averlo presentato in prima a Londra il 19 luglio. Nel 1940, il film fu distribuito in Messico (27 aprile, con il titolo El aullido del lobo), in Finlandia (23 giugno, come Suden kutsu) e in Italia in novembre, come Uomini e lupi con il visto di censura 31154. Fu distribuito anche in Svezia (6 febbraio 1942 come Vildmarkens röst) e in Portogallo (30 aprile 1944 come O Uivar do Lobo). Il 7 giugno 1947, la Monogram ne curò una riedizione per il mercato americano.